# Красін Леонід Борисович
Леоні́д Бори́сович Кра́сін  (3 (15) липня 1870, Курган — 24 листопада 1926, Лондон) — радянський державний та політичний діяч, дипломат. Член ЦК РСДРП(б) у 1903—1907 роках. Кандидат у члени ЦК РСДРП(б) у 1907—1912 роках. Член ЦК РКП(б) у 1924—1926 роках.

## Життєпис
Народився в родині чиновника. У серпня 1881 року вступив в Олександрівське реальне училище в Тюмені і в 1887 році закінчив його.
У 1887—1891 роках навчався в Санкт-Петербурзькому технологічному інституті. Брав участь у діяльності опозиційних студентських гуртків, в тому числі марксистського гуртка Михайла Бруснєва, відомого під назвою групи Бруснєва.
З 1890 року — в марксистському соціал-демократичному русі. Член РСДРП(б) з 1898 року.
У 1890 році Леонід Красін був ненадовго висланий із Санкт-Петербурга, в 1891 році за участь у студентській демонстрації під час похорону письменника Шелгунова виключений з інституту та знову висланий зі столиці.
У 1891 році вступив на військову службу добровольцем у військово-технічну частину в Нижньому Новгороді. У травні 1892 року за участь в гуртку Бруснєва був заарештований, перебував у одиночній камері Таганської в'язниці в Москві до кінця березня 1893 року. Був звільнений і відправлений до Тули для закінчення військової служби в 12-му піхотному полку російської армії. Відбувши військову повинність, Красін з Тули поїхав до Криму, де жив до грудня 1894 року за наглядом поліції. У 1894 році з нагоди приїзду Олександра III в Лівадію був висланий з Криму, працював робітником та десятником на будівництві Харківсько-Балашовської залізниці у Воронезькій губернії.
У 1895 році заарештований, засуджений до адміністративного заслання на 3 роки в Іркутськ, де тоді жили його батьки. Відбуваючи заслання, працював на будівництві Кругобайкальської залізниці, у тому числі на інженерних посадах (незважаючи на відсутність диплома).
У 1897—1900 роках — студент Харківського технологічного інституту. Восени 1897 року Харківський технологічний інститут прийняв Красіна на третій курс хімічного факультету. Леонід Красін приїхав до Харкова в січні 1898 року до початку другого семестру. Він часто і часом надовго виїжджав із Харкова, працюючи інженером-топографом. По суті повертався до Харкова лише для складання іспитів. Керував прокладанням залізничного перегону Мисова—Мишиха на березі Байкалу, а також не раз виїжджав до Східного Сибіру з топографічними експедиціями, три місяці працював майстром на залізниці Санкт-Петербург— Вятка. 11 (24) червня 1900 року закінчив інститут, але в покарання за участь у студентських заворушеннях диплом йому видали лише в 1901 році.
У 1900 році переїхав до Баку, де керував будівництвом електростанції «Електросила», працював у фірмах «Сіменс і Шуккерт». Допоміг об'єднати окремі соціал-демократичні групи в Баку в єдину організацію. Брав участь в організації відомого бакинського страйку 1903 року. Організував у Баку нелегальну друкарню «Ніна», налагодив друкування і транспортування газети «Іскра».
Влітку 1903 року перебував у Брюсселі на II з'їзді РСДРП. 29 сентября (12 жовтня) 1903 року було кооптований до складу ЦК РСДРП. Влітку 1904 року Красін переїхав в Орєхово-Зуєво, де керував модернізацією електростанції на фабриці Сави Морозова (який давав Красіну по дві тисячі рублів на місяць на потреби партії). Одночасно активно займався нелегальною революційною діяльністю.
Під час подій 9 січня 1905 року був у Санкт-Петербурзі. У травні 1905 року взяв участь у з'їзді більшовиків в Лондоні, де був обраний заступником голови з'їзду, а потім до складу ЦК. Разом з Леніним провів резолюцію про організацію збройного повстання. Причетний до вбивства російського мецената та підприємця Сави Морозова у травні 1905 року в місті Каннах (Франція).
Наприкінці літа 1905 року переїхав до Санкт-Петербурга, де влаштувався на роботу в «Товариство електричного освітлення 1886 року» завідувачем Петербурзької кабельної мережі. Наприкінці 1905 рокуочолив Бойову технічну групу при ЦК РСДРП, відповідав за фінансову діяльність партії. Організував підпільну друкарню на вулиці Лісовій. Вів роботу по організації бойових дружин і постачання їм різної зброї. Брав участь в організації жовтневого страйку, обраний до Санкт-Петербурзької ради робітничих депутатів від робітників і службовців «Товариства 1886 року». Спільно з Горьким заснував першу велику легальну партійну газету «Нове життя». Брав участь у підготовці Свеаборзького повстання.
У 1908 році заарештований в Фінляндії, проте після місячного перебування під вартою звільнений за відсутністю доказів.
У 1908 році емігрував, жив в Італії, дотримувався вкрай радикальних поглядів на перспективи більшовицького руху в Росії. Входив до числа ультиматистів. Вступив в конфлікт з Леніним, після чого відійшов від політичної діяльності. Деякий час близько примикав до групи «Вперед».
Поступив на роботу в німецьку фірму «Сіменс і Шуккерт» в Берліні, швидко продемонстрував інженерні та управлінські здібності. З високооплачуваної інженерної посади в 1911 році був призначений заступником директора берлінської філії, в 1912 році — директором московської філії фірми (в зв'язку з чим отримав дозвіл повернутися в Росію), а в 1913 році — генеральним представником «Сіменс і Шуккерт» у Росії, переїхавши в зв'язку з цим у Санкт-Петербург. Після початку Першої світової війни продовжував керувати підприємствами фірми в Росії, які були поставлені під державний контроль. Одночасно був керуючим порохового заводу Барановського в Петрограді.
Після жовтневого перевороту 1917 року повернувся у РСДРП(б). З грудня 1917 по березень 1918 року —  член делегації РРФСР на переговорах про Брестський мир.
У серпні 1918 — березні 1920 року — член Президії Вищої ради народного господарства (ВРНГ) РРФСР.
У 1918 році — голова надзвичайної комісії із постачання Червоної армії. З 1918 року — член Ради праці і оборони РРФСР.
13 листопада 1918 — 6 липня 1923 року — народний комісар торгівлі і промисловості (зовнішньої торгівлі) РРФСР.
17 березня 1919 — 10 грудня 1920 року — народний комісар шляхів сполучення РРФСР, член Комісії з перевезень РВСР.
У 1920 році — керівник місії Всеросійської центральної спілки споживчих товариств («Центроспілки»).
15 травня 1921 — 23 липня 1923 року — дипломатичний і торговий представник РРФСР у Великій Британії.
Брав участь у мирних переговорах з Німеччиною (1918) та Естонією (1919), Гаазькій та Генуезькій конференціях (1922).
6 липня 1923 — 18 листопада 1925 року — народний комісар зовнішньої торгівлі СРСР.
14 листопада 1924 — 30 жовтня 1925 року — повноважний представник СРСР у Франції.
30 жовтня 1925 — 24 листопада 1926 року — повноважний представник СРСР у Великій Британії.
Помер 24 листопада 1926 року в Лондоні. Після смерті кремований в крематорії «Голдерс-Грін», урна з прахом поміщена в некрополі у Кремлівській стіні на Красній площі в Москві.

## Пам'ять
Пам'ятна дошка відомому випускнику університету встановлена в 1985 році на стіні Головного аудиторного корпусу. Виконана з бронзи та мармуру. Автор —  заслужений діяч мистецтв УРСР, лауреат Державної премії УРСР імені Тараса Шевченка, харківський скульптор М. Ф. Овсянкін .